# SS Doba

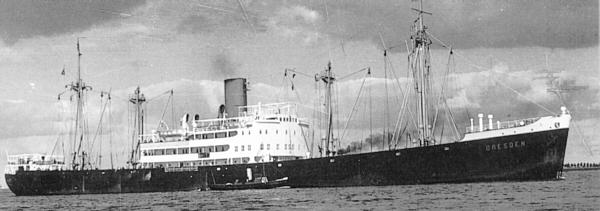
Le Dresden en 1937

Le MS Doba était un cargo mixte d'origine allemande, lancé en 1937.

## Historique
Le Doba est un cargo mixte long de 138 m, large de 17 m, jaugeant 5 667 tonneaux, avec une vitesse pouvant atteindre 13 nœuds, il est armé avec 62 membres d’équipage. D’origine allemande (ex-M/V Dresden), forceur de blocus, sabordé en 1942 dans la Gironde et renfloué après la guerre, remis en état par la compagnie des Chargeurs réunis il est exploité en transport de troupes et de matériels entre la France et l’Indochine, dès l’automne 1949. 
Le  5 juillet 1950, il quitte Saïgon pour un voyage de retour avec escales à Singapour, Colombo, Djibouti, Suez, Port-Saïd, Oran et Le Havre. Dans ses cales, environ 9 000 tonnes de fret (riz, caoutchouc, café, et bagages), 489 légionnaires, un médecin convoyeur et un ingénieur maritime accompagnés de leurs animaux domestiques dont un boa constricteur. À leur tête le chef de bataillon Creton, quittant le commandement du 4/13e DBLE et faisant office de commandant d’armes. 
Naviguant sur ce qui était convenu d’appeler « la route de la mousson » entre Ceylan et Djibouti, et en raison des conditions atmosphériques particulièrement mauvaises, le navire fait naufrage dans la nuit du 20 au  21 juillet au large de la Somalie italienne, sur les récifs du Ras Hafun, au cap Gardafui. 
La Légion permet le sauvetage de tous le personnel et parvient à faire jonction avec les secours arrivés à quatre jours de marche du lieu du naufrage.